# Feld-Telefonzentrale 1957

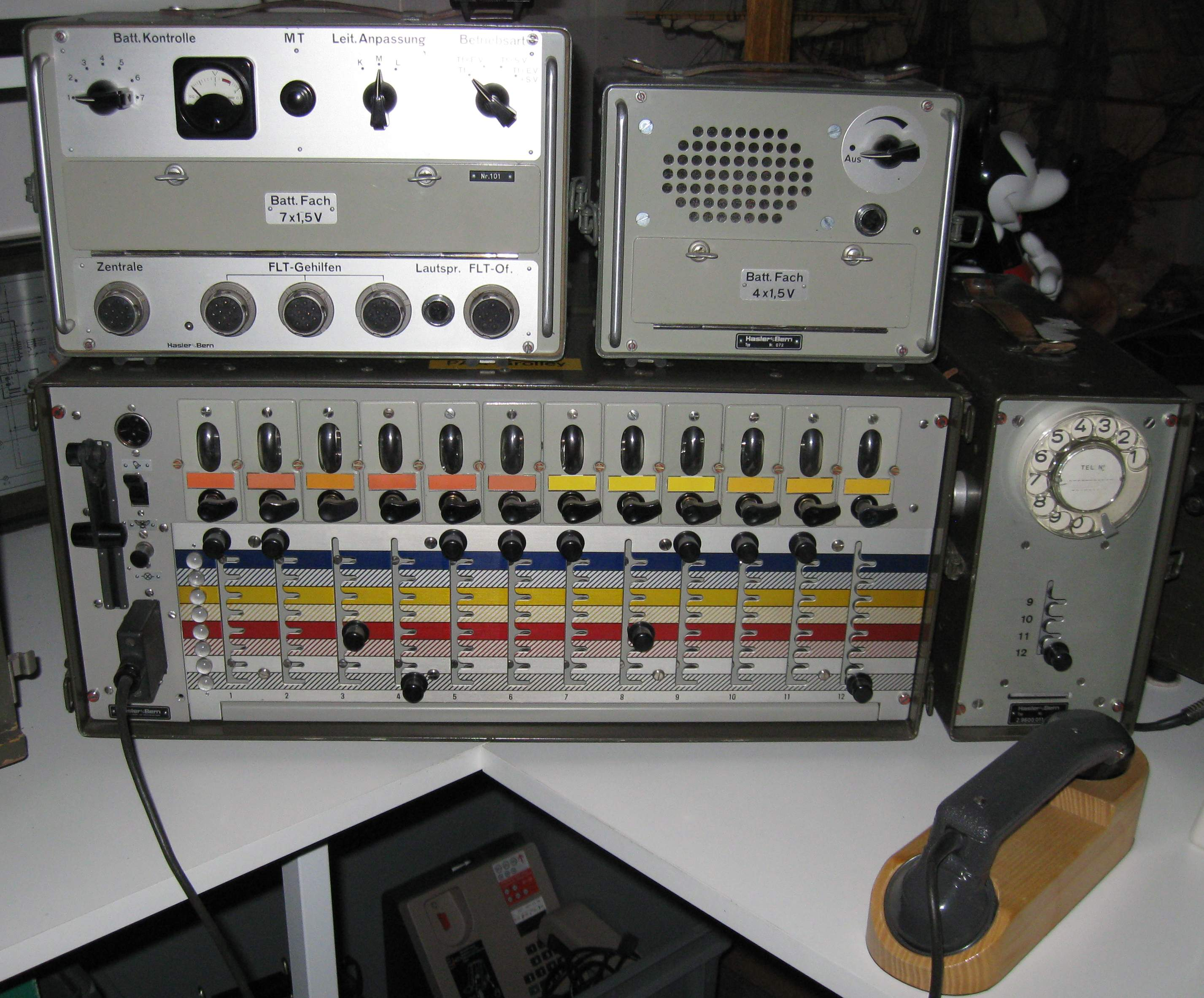
Feld-Telefonzentrale 1957 mit Feuerleitzusatz der Artillerie und Amtsanschlusskasten (rechts)

Die tragbare Feld-Telefonzentrale 1957 (F Tf Zen 57) ohne Klinkenkabel wurde in der Schweizer Armee von 1961 bis 1993 als Vermittlerzentrale verwendet. Sie wurde 1956–1957 (Modell 57) von der Hasler AG in Bern entwickelt und 1960–1961 sowie 1980–1982 mit 2030 Stück produziert. Sie war die meistgebaute Feldzentrale der Armee.

## Bestandteile
Die Feld-Telefonzentrale 1957 bestand aus zwei Aluminiumkisten für die Feldzentrale (Abmessung 57 cm × 25 cm × 36 cm, 26 kg) und das Zubehörmaterial (55 cm × 40 cm × 38 cm, 35 kg), die mit aufgesetzten Schutzdeckeln ohne Verpackung transportfähig waren.
Die Feldzentrale hatte 12 Feldlinien (LB-Linien) mit 8 Verbindungswegen. Für den Amtsbetrieb gab es einen zusätzlichen Amtsanschlusskasten mit vier Amtslinien (ZB-Linien). Für weitere Anschlüsse konnten zwei Zentralen aufeinander gestellt und kombiniert werden (Konzentrationsschaltung). Für die Speisung der Sprech- und Signalbatterie waren je zwei Monozellen nötig. Die Durchgangsdämpfung betrug 0,7 dB.

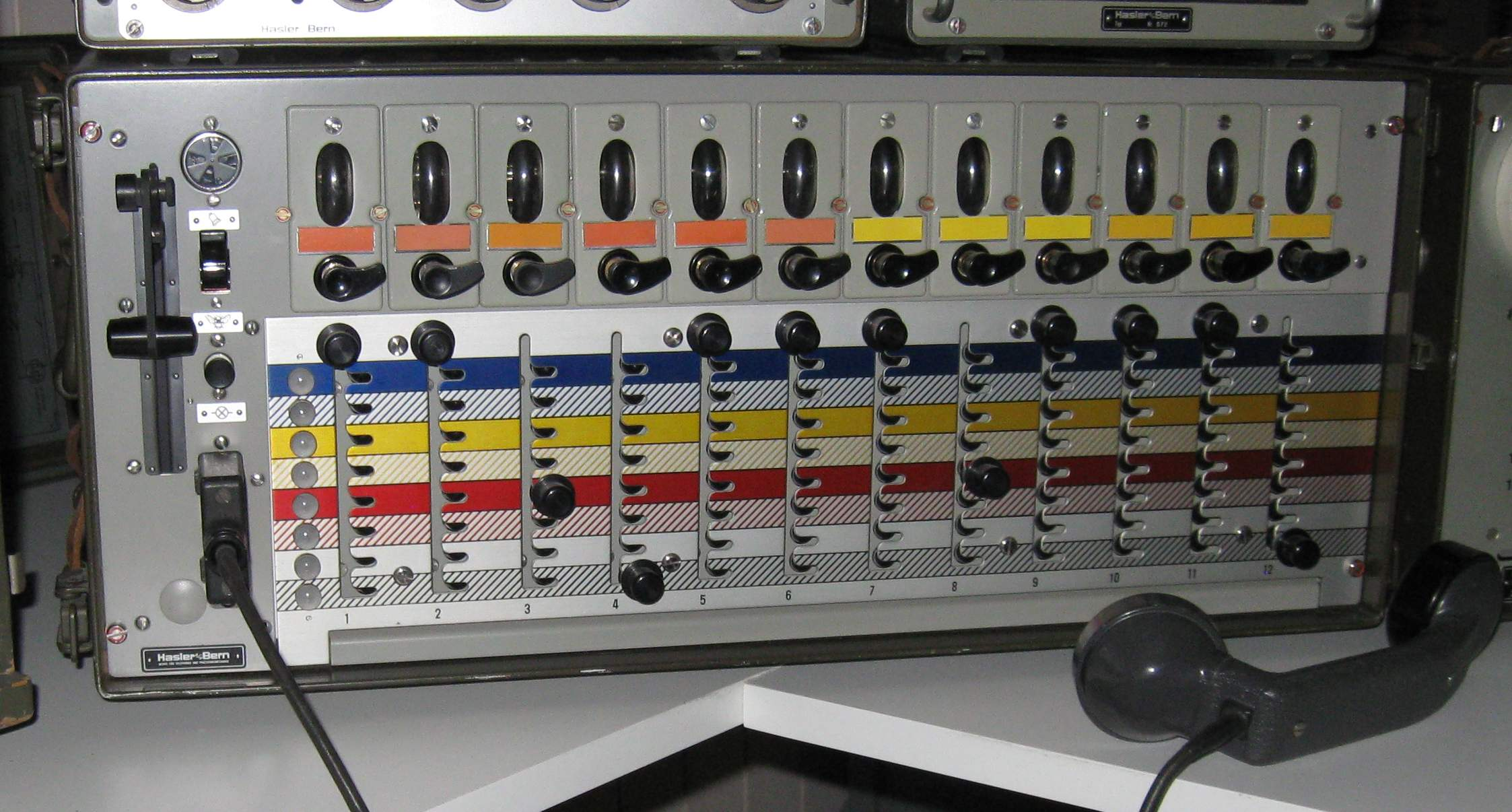
Frontplatte der Feld-Telefonzentrale 1957

Die Frontplatte der Zentrale war in die Hauptpartien Gemeinsame Organe (links), Linienorgane (oben) und Vermittlungsorgane (unten) unterteilt. Zu den Gemeinsamen Organen gehörten der Rufgeneratorhebel, das Rufkontrolldrehschauzeichen, der Schlüssel Wecker/Schnarrer, die Besetztkontrolltaste und der Stecker für Sprechgarnitur und Alarmstromkreisschalter. Zu den Linienorganen zählten die Linienelemente, die Einheits-Schauzeichen mit Fallklappen, die Bezeichnungsschilder (orange/weiss, gelb/weiss) und die Vierfunktionentaste (anrufen, hören, hören und sprechen, Fallklappe zurück stellen). Die Vermittlungsorgane bestanden aus den Verbindungswegen (Koordinaten), Schiebeknöpfen und Besetztkontrolllampen. 
Auf der Rückseite der Zentrale gab es ein Materialfach für das Mikrotel sowie Kopfhörer- und Lärmgarnitur, ein Lederetui für die Reservematerialschachtel, ein Batteriefach, 12 Linienanschlussklemmen (La/Lb), eine Erdanschlussklemme (gelb), die Linienstecker 1–4, 5–8 und 9–12,  Anschlussklemmen für das Notfalltelefon (rot), Anschlussklemmen für einen Zusatzwecker (schwarz), ein Anschluss für den Amtsanschlusskasten mit gestecktem Blindstecker, ein Stecker für den Feuerleitzusatz (54 cm × 22 cm × 37 cm, 20 kg) und eine Steckdose für die Konzentrationsschaltung.

## Handhabung
Das Rufsignal wurde durch einen Induktor mit Hebelantrieb erzeugt. Bei eingehenden Anrufen fielen die Fallklappen des Einheits-Schauzeichens herunter. Zudem konnte ein Wecker oder Schnarrer als akustisches Signal eingestellt werden. Die Vermittlung war erstmals ohne Schnurpaare (Klinkenkabel) mittels eines übersichtlichen elektromechanischen Koordinatenwählers möglich: Die einzelnen  Linien konnten mittels Schiebeknöpfen auf den acht verschiedenfarbigen Verbindungswegen miteinander verbunden werden. Bei einem Anruf wurde der entsprechende Schiebeknopf von oben nach unten auf einen freien Verbindungsweg geschoben, abgefragt, der Schiebeknopf der verlangten Linie auf den gleichen Verbindungsweg gebracht und gerufen.
Als Sprecheinrichtung diente das sogenannte Mikrotel, ein üblicher Hörer mit Hörermuschel und Mikrofon. Die Drahtenden der Feldtelefonleitungen wurden mit Linienanschlussklemmen auf der Hinterseite der Zentrale befestigt. An den anderen Enden der Feldtelefonleitungen waren Feldtelefone 50 installiert.

## Verwendung
Die Feld-Telefonzentrale 1957 wurde in der Schweizer Armee von den Nachrichtenkompanien der Feld- und Gebirgsinfanterie, der Artillerie und den Übermittlungstruppen verwendet. Sie diente als Zentrale zwischen Punkt-zu-Punkt-Feldverbindungen wie auch als Telefon mit Festnetznummer. Für die erstgenannte Variante wurden Feldtelefone mit Telefondraht (Kabelrollen F-2E 800 Meter) zur Zentrale verbunden. Bei der zweiten Variante wurde das Telefon an speziell für die Armee reservierte Leitungen angeschlossen, die nun eine Verbindung zu über jedes beliebige Telefon ermöglichte. Beim Anschluss an die in der Armee gebräuchlichen Feld-Telefonzentralen konnten auch sämtliche Telefonnummern vom Feldtelefon 50 aus angerufen werden.
Bei Verbindungen zwischen langen Feldleitungen und Amtsleitungen musste der Zentralist die Rolle des Verstärkers übernehmen und das Gesprochene wiederholen, da sich die beiden Teilnehmer am Ende der Leitungen nicht hören konnten. 
Bei der Artillerie mussten wegen der immer längeren Reichweite der Geschütze längere Truppenleitungen gebaut werden, die nicht mehr ohne Verstärker auskommen konnten. Der Feuerleitzusatz enthielt deshalb je einen Empfangs- und Sendeverstärker sowie einen Lautsprecher.

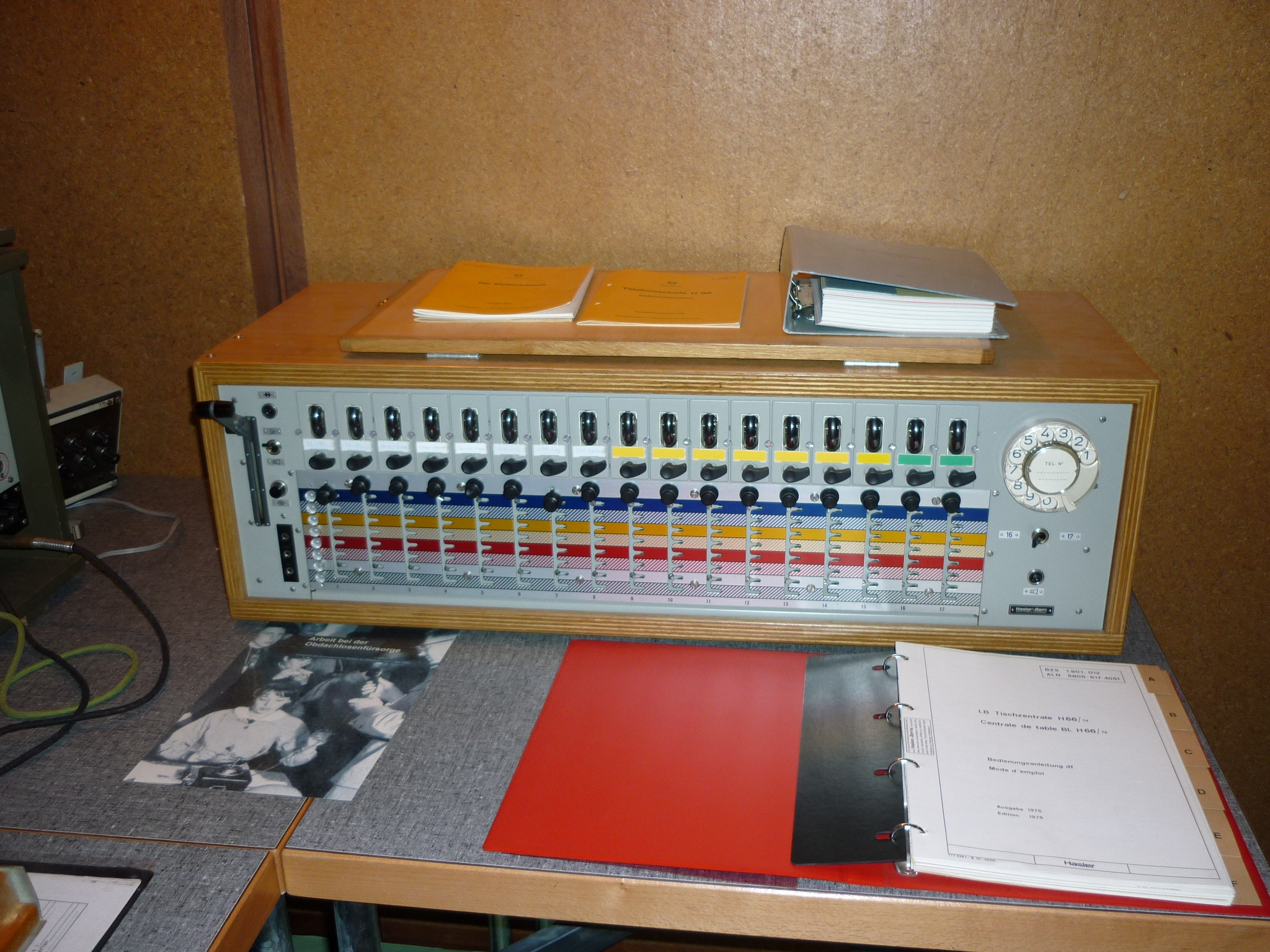
Telefonzentrale H-66

Die Vorteile der Feld-Telefonzentrale 1957 lagen in der kompakten Bauweise und der guten Transportfähigkeit. Der übersichtliche Koordinatenwähler erhöhte die Bedienqualität und es brauchte keine lange Eingewöhnungszeit.
Die Feld-Telefonzentrale 1957 löste bei der Infanterie und Artillerie die Vermittlungskästchen 38 und bei den Übermittlungstruppen die Pionierzentrale 37 ab. Die ebenfalls von der Hasler AG produzierte LB Tischzentrale H-66/74 war eine ähnliche Zentrale, die bei der Schweizer Zivilschutzorganisation ab 1975 zum Einsatz kam.